# Сулковский, Александр Юзеф
Александр Юзеф Сулковский (пол. Aleksander Józef Sułkowski, 15 марта 1695 — 21 мая 1762) — польский аристократ и саксонский политик. Премьер-министр Саксонии (1733—1738), граф и князь Священной Римской империи, камергер и сводный брат польского короля и саксонского курфюрста Августа III, генерал-лейтенант польской армии (1734), генерал-майор саконской инфантерии (1735), полковник лейб-гвардии, ловчий надворный литовский (с 1729 года).

## Биография
Внебрачный сын польского короля и саксонского курфюрста Августа II Сильного и Эльжбеты Жалевской. Польский дворянин на саксонской службе бургграф краковский Станислав Сулковский женился на Эльжбете Жалевской и усыновил её сына.
Вырос при королевском дворе (был пажом), где познакомился со старшим сыном и наследником Августа II Сильного. Александр Сулковский стал ближайшим советником наследника трона, а с 1733 года курфюрста Саксонии и короля Польши Августа III (правил до 1763 г.).
В 1729 году Александр Сулковский был назначен ловчим надворным литовским. В 1733—1738 годах — гофмейстер и первый кабинет-министр (премьер-министр) Саксонии. С 1734 — генерал коронных (польских) войск. В 1735 году получил чин генерал-майора саконской инфантерии.
15 сентября 1737 года получил титул графа Священной Римской империи. В 1738 году из-за интриг Генриха фон Брюля Александр Сулковский был вынужден уйти в отставку с должности премьер-министра и уехал из Дрездена.
В январе 1738 года Александр Сулковский выкупил у бывшего польского короля Станислава Лещинского (который вынужден был отказаться от польской короны и проживал во Франции) его города Рыдзына и Лешно. После своей отставки с должности премьер-министра Александр Сулковский решил поселиться в Рыдзынском замке и занялся его расширением. Продал свой дворец в Дрездене и перебрался в Рыдзыну, куда перевёз мебель, картины и коллекцию фарфора. В своей рыдзынской резиденции граф Александр Сулковский принимал короля и аристократов.
В 1752 году граф Александр Сулковский купил майоратое поместье Бельско-Бяла в Силезии. В тот же год его поместье получило статус княжества Римской империи. В следующем 1754 году императрица Священной Римской империи Мария Терезия, как королева Богемии, возвела владения Александра-Юзефа Сулковского в статус герцогства с правом передачи титула по наследству.
21 мая 1762 года 67-летний князь Александр Юзеф Сулковский скончался в Лешно. Его владения (княжество Бельско-Бяла и рыдзынскую ординацию) унаследовал старший сын Август Казимир Сулковский. На месте дрезденского дворца Сулковского в 1770-е был построен Ландхаус.

## Награды
- Орден Белого Орла (07.02.1734)
- Орден Святого Андрея Первозванного
- Орден Святого Александра Невского (26.05.1736)[6]
- Орден Святого Генриха.

## Семья и дети
Александр Юзеф Сулковский был дважды женат. 31 октября 1728 года первым браком женился на баронессе Марии Франциске фон Штейн (1712—1741), дочери барона Франциска фон Штейна и Анны фон Гуттенберг. Дети:
- Август Казимир Сулковский (1729—1786), 2-й князь Бельско-Бялы и 1-й ординат на Рыдзыне (1762—1786), камергер королевский, писарь великий коронный (1764), комендант кадетского корпуса (1765—1768), шеф пехотного полка (1768), шеф полка рыдзынской ординации, воевода гнезненский (1768—1775), калишский (1775—1778) и познанский (1778—1786), маршалок Постоянного Совета (1775—1776), генерал-лейтенант польской армии и староста новодворский

- Александр Антоний Сулковский (1731—1786), 3-й князь Бельско-Бялы и 2-й ординат на Рыдзыне (январь-сентябрь 1786), генерал-лейтенант коронных войск (1785), фельдмаршал австрийской армии, староста одоляновский

- Марианна Сулковская (ум. 1749), жена с 1747 года воеводы инфлянтского Франтишека Якуба Шембека (ум. 1765)

- Франтишек Сулковский (1733—1812), 4-й князь Бельско-Бялы (1786—1812), генерал-лейтенант коронных войск, генеральный инспектор коронной пехоты, генерал русской армии, камергер австрийский, староста гудновский.

- Антоний Сулковский (1735—1796), 3-й ординат на Рыдзыне (1786—1796), полковник коронных войск (1757), генерал-лейтенант коронных войск (1762), шеф полка драгунов имени Потоцких и полка рыдзынской ординации (1774), воевода гнезненский (1775—1786) и калишский (1786—1795), последний канцлер великий коронный (1793—1795).

- Иоанна Сулковская (1736—1800), жена с 1750 года воеводы смоленского князя Петра Сапеги (1701—1771)

- Юзефа Петронелла Сулковская (ум. 1756), жена с 1753 года чашника великого коронного Игнацы Потоцкого.

27 августа 1743 года вторично женился на Анне Пшебендовской (1721 — после 1770), дочери воеводы мальборкского Петра Южи Пшебендовского (ок. 1674—1755). Дети:
- Тереза Сулковская (ум. 1818), жена с 1765 года старосты ланцкоронского Яна Юзефа Виельгорского (ум. 1774).